# Mühlau, Sachsen
Mühlau är en kommun och ort i Landkreis Mittelsachsen i förbundslandet Sachsen i Tyskland. Kommunen har cirka 2 100 invånare.
Kommunen ingår i förvaltningsområdet Burgstädt tillsammans med kommunerna Burgstädt och Taura.